# PSR B1828-11
PSR B1828-11 (également connu comme PSR B1828-10) est un pulsar situé à environ 10 000 années-lumière de la Terre dans la constellation de l'Écu de Sobieski. L'étoile présente des variations dans la périodicité et la forme de ses impulsions : c'était à une époque interprété comme le signe d'un possible système planétaire autour du pulsar, mais le modèle nécessitait une dérivée seconde anormalement grande des moments des pulses. Le modèle planétaire a été écarté par la suite en faveur d'effets de précession étant donné que les planètes ne pouvaient causer les variations de forme observées des impulsions,. Alors que le modèle généralement accepté est que le pulsar est une étoile à neutrons subissent une précession libre, un autre modèle a été proposé, selon lequel le pulsar serait une étoile à quarks subissant une précession forcée en raison d'une « planète de quarks » en orbite. L'entrée pour le pulsar dans SIMBAD liste cette hypothèse comme controversée.